# Chris Amon
 Christopher Arthur Amon  (Bulls, Nova Zelanda, 20 de juliol de 1943 - Rotorua, 3 d'agost 2016) va ser un pilot de curses automobilístiques novazelandès que va arribar a disputar curses de Fórmula 1.

## A la F1
Chris Amon va debutar a la primera cursa de la temporada 1963 (la catorzena temporada de la història) del campionat del món de la Fórmula 1, disputant el 26 de maig del 1963 el GP de Mònaco al circuit de Montecarlo.
Va participar en un total de 108 proves puntuables pel campionat de la F1, disputades en catorze temporades consecutives (1963-1976) aconseguint onze podis (cap victòria) i assolí vuitanta-tres punts pel campionat del món de pilots.

## Resultats a la Fórmula 1
| Any  | Equip                   | Xassís          | Motor    | 1       | 2       | 3       | 4       | 5       | 6       | 7       | 8       | 9       | 10      | 11      | 12      | 13      | 14      | 15      | 16  | Posició | Punts |
| ---- | ----------------------- | --------------- | -------- | ------- | ------- | ------- | ------- | ------- | ------- | ------- | ------- | ------- | ------- | ------- | ------- | ------- | ------- | ------- | --- | ------- | ----- |
| 1963 | Reg Parnell Racing      | Lola            | Climax   | MON NVS | BEL Ret | HOL Ret | FRA 7   | GBR 7   | ALE Ret | ITA NVS | USA     |         |         |         |         |         |         |         |     | -       | 0     |
| 1963 | Reg Parnell Racing      | Lotus           | BRM      |         |         |         |         |         |         |         |         | MEX Ret | SUD     |         |         |         |         |         |     | -       | 0     |
| 1964 | Reg Parnell Racing      | Lotus           | BRM      | MON NVQ | HOL 5   | BEL Ret | FRA 10  | GBR Ret | ALE Ret |         |         | USA Ret | MEX Ret |         |         |         |         |         |     | 16è     | 2     |
| 1964 | Reg Parnell Racing      | Lotus           | Climax   |         |         |         |         |         |         | AUT Ret | ITA     |         |         |         |         |         |         |         |     | 16è     | 2     |
| 1965 | Reg Parnell Racing      | Lotus           | BRM      | SUD     | MON     | BEL     | FRA Ret |         |         | ALE Ret | ITA     | USA     | MEX     |         |         |         |         |         |     | -       | 0     |
| 1965 | Ian Raby Racing         | Brabham         | BRM      |         |         |         |         | GBR NVS | HOL     |         |         |         |         |         |         |         |         |         |     | -       | 0     |
| 1966 | Cooper Car Company      | Cooper          | Maserati | MON     | BEL     | FRA 8   | GBR     | HOL     | ALE     |         |         |         |         |         |         |         |         |         |     | -       | 0     |
| 1966 | Chris Amon              | Brabham         | BRM      |         |         |         |         |         |         | ITA NVQ | USA     | MEX     |         |         |         |         |         |         |     | -       | 0     |
| 1967 | Scuderia Ferrari        | Ferrari         | Ferrari  | SUD     | MON 3   | HOL 4   | BEL 3   | FRA Ret | GBR 3   | ALE 3   | CAN 6   | ITA 7   | USA Ret | MEX 9   |         |         |         |         |     | 4t      | 20    |
| 1968 | Scuderia Ferrari        | Ferrari         | Ferrari  | SUD 4   |         |         |         |         |         |         |         |         |         |         |         |         |         |         |     | 10è     | 10    |
| 1968 | Scuderia Ferrari        | Ferrari         | Ferrari  |         | ESP Ret | MON     | BEL Ret |         |         |         |         |         |         |         |         |         |         |         |     | 10è     | 10    |
| 1968 | Scuderia Ferrari        | Ferrari         | Ferrari  |         |         |         |         | HOL 6   | FRA 10  | GBR 2   | ALE Ret | ITA Ret | CAN Ret | USA Ret | MEX Ret |         |         |         |     | 10è     | 10    |
| 1969 | Scuderia Ferrari        | Ferrari         | Ferrari  | SUD Ret | ESP Ret | MON Ret | HOL 3   | FRA Ret | GBR Ret | ALE     | ITA     | CAN     | USA     | MEX     |         |         |         |         |     | 12è     | 4     |
| 1970 | March Engineering       | March           | Cosworth | SUD Ret | ESP Ret | MON Ret | BEL 2   | HOL Ret | FRA 2   | GBR 5   | ALE Ret | AUT 8   | ITA 7   | CAN 3   | USA 5   | MEX 4   |         |         |     | 8è      | 23    |
| 1971 | Equipe Matra Sports     | Matra           | Matra    | SUD 5   | ESP 3   | MON Ret | HOL Ret | FRA 5   | GBR Ret | ALE Ret | AUT     | ITA 6   | CAN 10  | USA 12  |         |         |         |         |     | 11è     | 9     |
| 1972 | Equipe Matra            | Matra           | Matra    | ARG NVS | SUD 15  | ESP Ret | MON 6   | BEL 6   |         | GBR 4   |         |         |         |         |         |         |         |         |     | 10è     | 12    |
| 1972 | Equipe Matra            | Matra           | Matra    |         |         |         |         |         | FRA 3   |         | ALE 15  | AUT 5   | ITA Ret | CAN 6   | USA 15  |         |         |         |     | 10è     | 12    |
| 1973 | Martini Racing Team     | Tecno           | Tecno    | ARG     | BRA     | SUD     | ESP     | BEL 6   | MON Ret | SUE     | FRA     | GBR Ret | HOL Ret | ALE     | AUT NVS | ITA     |         |         |     | 21è     | 1     |
| 1973 | Elf Team Tyrrell        | Tyrrell         | Cosworth |         |         |         |         |         |         |         |         |         |         |         |         |         | CAN 10  | USA NVS |     | 21è     | 1     |
| 1974 | Chris Amon Racing       | Amon            | Cosworth | ARG     | BRA     | SUD     | ESP Ret | BEL     | MON NVS | SUE     | HOL     | FRA     | GBR     | ALE NVQ | AUT     | ITA NVQ |         |         |     | -       | 0     |
| 1974 | Team BRM                | BRM             | BRM      |         |         |         |         |         |         |         |         |         |         |         |         |         | CAN NC  | USA 9   |     | -       | 0     |
| 1975 | HB Bewaking Team Ensign | Ensign          | Cosworth | ARG     | BRA     | SUD     | ESP     | MON     | BEL     | SUE     | HOL     | FRA     | GBR     | ALE     | AUT 12  | ITA 12  | USA     |         |     | -       | 0     |
| 1976 | Team Ensign             | Ensign          | Cosworth | BRA     | SUD 14  | O.USA 8 | ESP 5   |         |         |         |         |         |         |         |         |         |         |         |     | 18è     | 2     |
| 1976 | Team Ensign             | Ensign          | Cosworth |         |         |         |         | BEL Ret | MON 13  | SUE Ret | FRA     | GBR Ret | ALE Ret | AUT     | HOL     | ITA     |         |         |     | 18è     | 2     |
| 1976 | Walter Wolf Racing      | Wolf - Williams | Cosworth |         |         |         |         |         |         |         |         |         |         |         |         |         | CAN NVS | USA     | JAP | 18è     | 2     |

### Resum
| Curses: | Victòries: | Pòdiums: | Poles: | Voltes ràpides: | Punts: |
| ------- | ---------- | -------- | ------ | --------------- | ------ |
| 108     | 0          | 11       | 5      | 3               | 83     |